# توبین (هوراند)
توبین یکی از روستاهای استان آذربایجان شرقی است که در بخش چهاردانگه شهرستان هوراند واقع شده‌است.